# Mątwa (1920)
Mątwa (ex. „K 5”) – polski rzeczny okręt minowo-gazowy z okresu międzywojennego II wojny światowej.

## Historia
Była to rosyjska krypa rzeczna „K-5” bez własnego napędu, zdobyta przez Polaków w marcu 1920 roku. W 1925 roku przeprowadzono remont, zamontowano silnik i zmieniono nazwę na „Mątwa”. Okręt był jednostką flagową Oddziału Minowo-Gazowego. Po wybuchu wojny Oddział Minowo-Gazowy wszedł w skład Oddziału Wydzielonego Prypeci. Zadaniem „Mątwy” było zablokowanie wejścia na Prypeć za pomocą zagród minowych oraz wykonywanie zasłony dymnej i użycie gazów łzawiących.
Po agresji sowieckiej 17 września rozpoczął odwrót do Pińska. Wobec niemożności wykonania tego zadania 18 września statek uległ samozatopieniu.

## Służba w ZSRR
Między 20 a 30 września 1939 roku okręt został podniesiony przez Rosjan, po czym wyremontowany w Pińsku i 24 października 1939 roku wcielony do służby we Flotylli Dnieprzańskiej, jako stawiacz min „Pina”. Od 17 lipca 1940 roku wchodził w skład radzieckiej Flotylli Pińskiej. Służył na Dnieprze po ataku Niemiec na ZSRR. 27 sierpnia 1941 roku został zatopiony przez czołgi na Dnieprze w rejonie wsi Pieczki. 24 maja 1944 roku okręt został ponownie podniesiony przez Rosjan i odholowany do Kijowa, gdzie został oddany na złom.

## Dane techniczne
Uzbrojenie:
- w służbie polskiej:
  - 1 karabin maszynowy 7,92 mm Maxim wz. 08
  - 160 min wz. R

- w służbie radzieckiej:[1]
  - 2 działa 45 mm
  - 4 karabiny maszynowe plot 7,62 mm Maxim (1 × IV)
  - 160 min